# Curtimorda

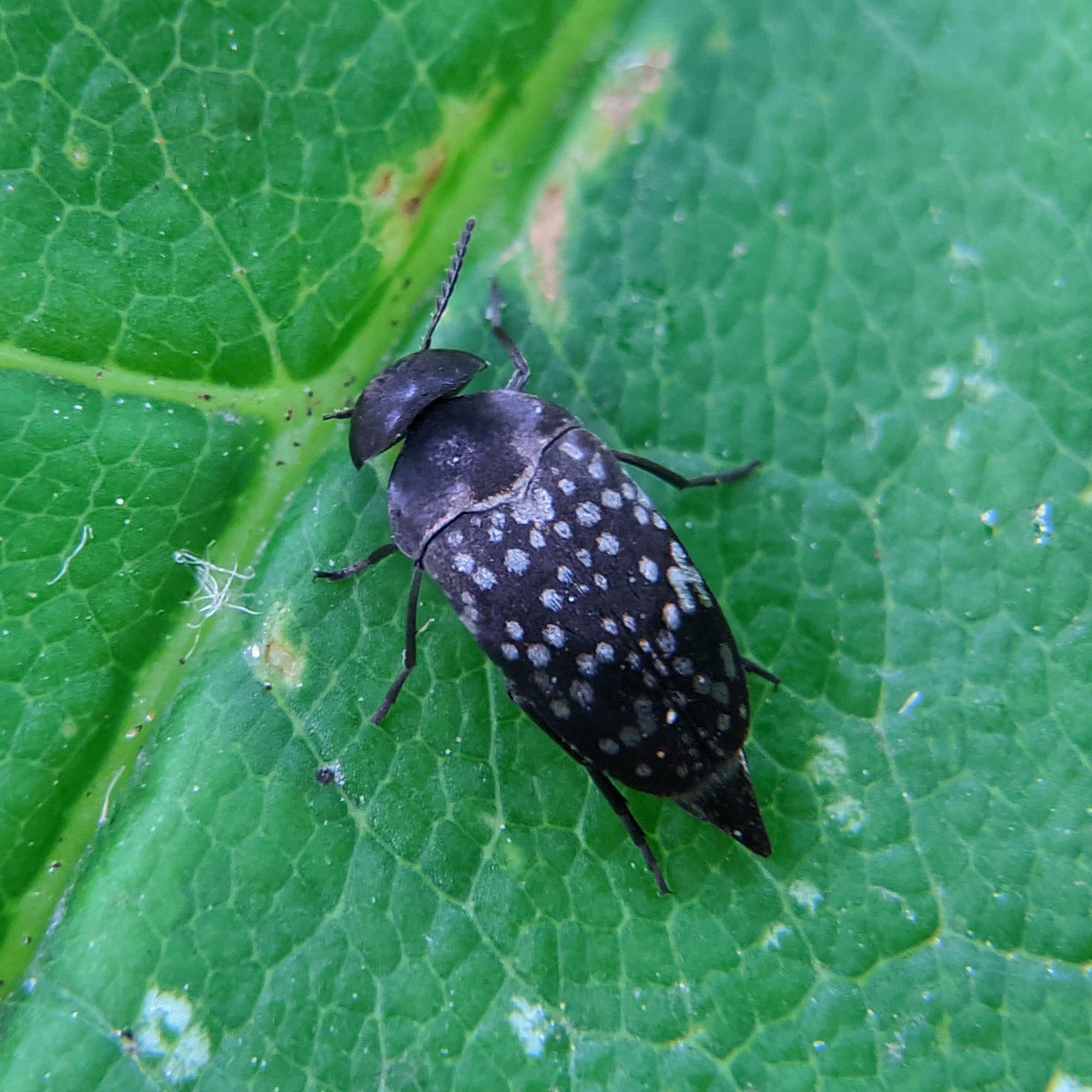
Underart Maculosa

Curtimorda är ett släkte av skalbaggar som beskrevs av Méquignon 1946. Curtimorda ingår i familjen tornbaggar.
Släktet innehåller bara arten Curtimorda maculosa.